# Palacio de justicia del condado de Fayette (Iowa)
El Palacio de Justicia del condado de Fayette en West Union, Iowa, Estados Unidos fue construido en 1923. Fue incluido en el Registro Nacional de Lugares Históricos en 1981 como parte del Recurso Temático de los Palacios de Justicia del Condado de Iowa.  En 2015 se incluyó como propiedad contributiva en el Distrito Histórico Comercial de West Union. El palacio de justicia actual es la tercera instalación que alberga funciones judiciales y administrativas del condado.

## Historia
West Union fue nombrada sede del condado de Fayette cuando se estableció, pero la oposición a que se convirtiera en la sede del condado impidió que se construyera un tribunal. La oposición provino principalmente de la gente del sur, mientras que Fayette, situada en el centro, ofreció construir allí un palacio de justicia para el condado. Con esto en mente, los ciudadanos de West Union ofrecieron contribuir con $3,000 para la construcción de un tribunal en su ciudad. Un edificio de ladrillo de dos pisos que mide 40 x 60 pies (12,2 x 18,3 m) fue construido en West Union en 1857 por $8,000. Sin embargo, los ciudadanos del condado se negaron a construir una cárcel, y una sección de la esquina noroeste del palacio de justicia fue diseñada para ese propósito. Un preso de la cárcel prendió fuego a la estructura al escapar en 1872. Aunque el edificio fue destruido, la mayoría de los registros se salvaron.Cuando la controversia sobre la sede del condado volvió a surgir, los empresarios de West Union ofrecieron reconstruir el palacio de justicia siempre que el condado asignara 5.000 dólares para el proyecto y su capacidad para rescatar todo lo que fuera útil del palacio de justicia destruido. El segundo palacio de justicia se terminó de construir en 1874 gracias a la oferta de los empresarios. Sin embargo, el edificio era demasiado pequeño y el crecimiento del condado dio lugar a una sucesión de ampliaciones y mejoras entre 1894 y 1896. El 5 de febrero de 1922, este palacio de justicia también fue destruido en un incendio y rápidamente comenzaron los trabajos para reemplazarlo.
El arquitecto John G. Ralston de Waterloo, Iowa, fue contratado para diseñar el actual palacio de justicia. La piedra angular se colocó el 21 de junio de 1923 y se inauguró el 8 de octubre de 1924. Su coste final de construcción ascendió a 299.000 dólares. Su importancia se deriva de su asociación con el gobierno del condado y del poder político y prestigio de West Union como sede del condado. 

## Arquitectura
El edificio fue diseñado en un estilo Beaux-Arts simplificado. Tiene tres pisos y un exterior revestido con piedra Bedford. La base del edificio está compuesta de granito. Grandes pilastras separan los ventanales del segundo y tercer piso y se accede al edificio a través de puertas de Bronce macizo. El interior cuenta con un tragaluz abovedado, un amplio uso de mármol, cornisas de yeso, barandillas de latón y pisos de baldosas de cerámica. Las paredes de la sala del tribunal presentan tiras de madera aplicadas en patrones angulares. En su inauguración, el edificio albergaba una sala que exhibía recuerdos del Gran Ejército de la República.